# 鉄道モノ談義
鉄道モノ談義（てつどうものだんぎ）は、2009年4月から同年10月までMONDO21で放送された鉄道バラエティ番組。

## 概要
鉄道ファンとしても知られるラジオパーソナリティのくず哲也と、スーパーベルズの野月貴弘による“鉄道番組最終版”と銘打たれたトークバエラエティ番組である。
鉄道の部品や切符、グッズなどのいわゆる「鉄モノ」を紹介し、ゲストと共にその「モノ」についての熱いトークを繰り広げる。

## ラインナップ
1. ヘッドマーク1
2. 鉄音1
3. 急行列車
4. きっぷ
5. 機関車
6. 日本の車窓から
7. 『私鉄、民鉄』に関してのモノとコト
8. 『路面電車、軌道線』に関してのモノとコト
9. 『駅』に関してのモノとコト
10. 『鉄道模型』に関してのモノとコト
11. 『サボ・行き先表示』に関してのモノとコト
12. 『新幹線・未来の鉄道』に関してのモノとコト
13. 『運転』まつわるモノとコト

## 出演者
- くず哲也
- 野月貴弘

## スタッフ
- 構成 : 東海林桂
- CAM : 小野貴宏
- VE : 石上正治
- AD : 小俣聡
- ディレクター : 安藤圭
- プロデューサー : 櫻井義久（JIC） いどたけし（OTC）
- 制作協力 : OTC
- 製作・著作 : MONDO21／JIC